# Milford (Connecticut)
Milford város az USA Connecticut államában, New Haven megyében. Lakosainak száma 50 558 fő (2020. április 1.).

## Népesség
A település népességének változása:

| 2010 | 51 271 |
| 2020 | 50 558 |